# Louis Baise
Louis Joseph Baise (ur. 4 maja 1927, zm. 11 maja 2020) – południowoafrykański zapaśnik żydowskiego pochodzenia, walczący w stylu wolnym. Olimpijczyk z Helsinek 1952, gdzie zajął szóste miejsce w kategorii do 52 kg.
Złoty medalista igrzysk Imperium Brytyjskiego i Wspólnoty Brytyjskiej w 1954 roku.
Wygrał igrzyska machabejskie w 1950 i 1953 roku.

## Letnie Igrzyska Olimpijskie 1952
| Konkurencja      | Rundy eliminacyjne     | Rundy eliminacyjne           | Rundy eliminacyjne | Rundy eliminacyjne   | Klas. końcowa |
| Konkurencja      | Przeciwnik I           | Przeciwnik II                | Przeciwnik III     | Przeciwnik IV        | Miejsce       |
| ---------------- | ---------------------- | ---------------------------- | ------------------ | -------------------- | ------------- |
| 52 kg styl wolny | Rodolfo Dávila (MEX) Z | Mahmoud Mollaghasemi (IRI) P | wolny los Z        | Yūshū Kitano (JPN) P | 6.            |